# Leum Uilleim
Leum Uilleim – szczyt w paśmie Rannoch Moor, w Grampianach Centralnych. Leży w Szkocji, w regionie Highland. 